# 伊藤夢里子
伊藤 夢里子（いとう ゆりこ）は日本のピアニスト。

## 経歴
- 桐朋学園大学短期大学部芸術音楽専攻卒業
- 2000年 - 国立モスクワ音楽院研究科課程終了
- 2006年 - 国立ショパンアカデミー学院ピアノセミナーにてディプロマ取得（ポーランド）

### コンクール歴
- 第4回 - 日本クラシック音楽コンクール 全国大会奨励賞受賞
- 第5回 - 万里の長城国際音楽コンクール 第1位受賞

### 主な演奏歴
- 2002年 - ウズベキスタンにてリサイタル（中山恭子大使主催）
- 2007年 - 日本・タイ修好120周年記念コンサートに招聘（バンコク）
- 2008年 - モーツァルト・ピアノソナタ全曲演奏会出演（東京）
- 2010年 - ハイドン・クラヴィーア全曲演奏会出演（東京）
- 2010年 - モスクワ音楽院室内楽コンサートシリーズに出演
- 2010年 - オーストリア・ザルツブルクにてショパンピアノ協奏曲第1番を演奏
- 2010年 - 札幌交響楽団（指揮飯森範親）とショパンピアノ協奏曲第1番を共演（北海道）

## 主な室内楽共演者
- 小森谷巧、小林美恵、日比浩一、アシヤクシュナー・アントンヤコヴィチ・ニコラルーツェヴィチ

## 師事歴
- 小島民子、長野正美、柴沼尚子、マルガリータフョードロバ・ピオトルパレチニ

## 主な役職
- ショパン国際コンクールinアジア・グレンツェンコンクール審査員
- アップビートとかちプロジェクト理事